# Burg Meilenhofen
Die abgegangene Burg Meilenhofen befand sich im gleichnamigen Ort Meilenhofen, heute ein Teil der niederbayerischen Stadt Mainburg im  Landkreis Kelheim. Die baulichen Reste befinden sich unmittelbar östlich der Ortskirche Mariä Namen, sie sind unter der Denkmalnummer D-2-7336-0037 als Bodendenkmal im BayernAtlas eingetragen und werden als „Burgstall des Mittelalters“ beschrieben. Reste der Anlage sind unter der Aktennummer D-2-73-147-36 als denkmalgeschütztes Baudenkmal von Meilenhofen verzeichnet.

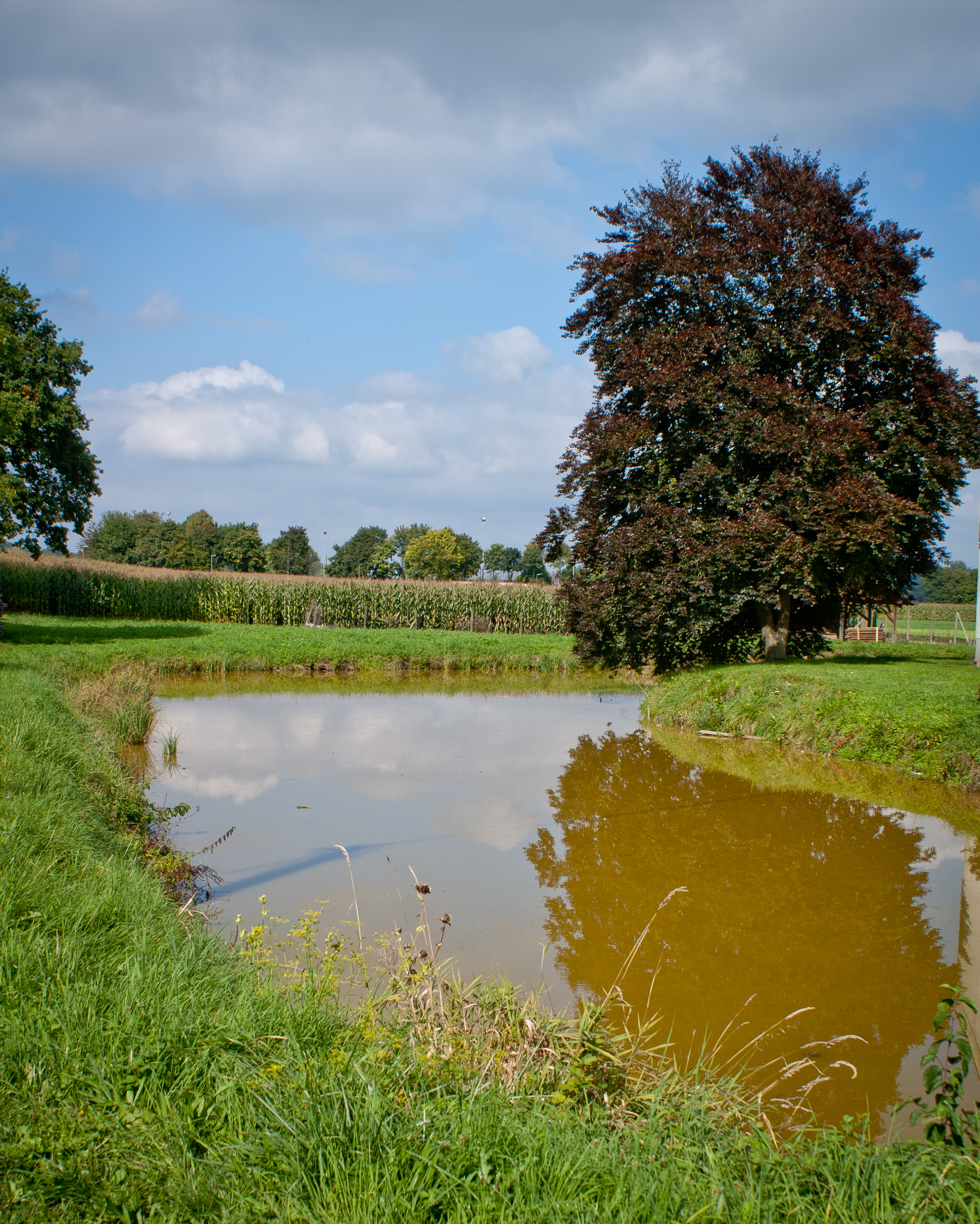
Graben des ehemaligen Hofmarksschlosses Meilenhofen

## Beschreibung
Die Reste der mittelalterlichen Niederungsburg-Anlage befinden sich östlich der Ortskirche von Meilenhofen, sie liegen etwa 20 m entfernt von der Abens. Ursprünglich war das zweiteilige Bauwerk von einem 10 – 20 m breiten Wassergraben umschlossen; dieser war 1928 noch vollständig erhalten. Der Wassergraben umschloss als liegende Acht zwei Gebäudeensembles, die insgesamt in Nord-Süd-Richtung 115 m und in Ost-West-Richtung 85 m ausmachten. Die Anlage war von einem Holzzaun umschlossen. Die im Südteil liegende Vorburg bestand aus einem Bauhof mit Stallungen und umfasste ca. 60 × 30 m; die im nördlichen Teil liegende Kernburg machte ca. 40 × 60 m aus und war nur über eine Brücke erreichbar. Von dem Wassergraben sind heute noch Teile als Teiche im Westen und Norden erhalten.
Urkundlich erwähnt wird 1466 ein „Sitz, das glos, als der mit Gräben und Zeunen umpfangen“ ist. Aus den Beschreibungen von Philipp Apian geht hervor, dass der Schlossbau mit einem Treppengiebel versehen war und einen aus Ziegeln gemauerten Bergfried besaß. Michael Wening meint, die Burg sei seit dem „Schwedischen Krieg“ fast zusammengefallen, allerdings wird bereits 1597 von einem verfallenen Burgstall gesprochen.
Die Burg lag in der Nähe wichtiger Altstraßen, und zwar kreuzen in der Nähe der Burg die Straße von Landshut nach Ingolstadt und die Straße von Freising nach Hemau.

## Geschichte
Ab 1078/85 sind als Ortsadelige die Herren von Meilenhofen nachweisbar, urkundlich erscheint als erster ein „Marchvart de Milenhouan“ in einer Freisinger Tradition. Weitere Angehörige dieser Familie werden in Urkunden der Klöster Weltenburg (1097/98), Geisenfeld (1100) und Münchsmünster (1097) genannt. Vermutlich der Letzte aus dieser Familie war ein Albrecht von Meilenhofen, der 1340 eine Hube an das Kloster Seligenthal und 1346 eine weitere an das Kloster Münchsmünster schenkt. Nachfolger werden die Saller, welche aus der Gegend um Saal an der Donau stammten. Heinrich Saller verheiratet sich ca. 1328 mit Siguna, der Erbtochter von Meilenhofen. Der Letzte der Saller war der Hofmarksherr Georg Saller; nach dem Tod seiner Frau Sygawe um 1475 verheiratete er sich nochmals ca. 1490 mit Barbara Ottenhover. Diese verkaufte als Witwe den Besitz 1522 an Achatz Pusch von Vilsheim. Dieser scheint nicht mehr selbst auf der Burg gewohnt zu haben.
Ende des 16. Jahrhunderts gelangte der Besitz an die Herren von Viehhausen. Um 1601 erwarben die Grafen von Porcia und Brugnera die Hofmark Meilenhofen. 1662 wurden sie gefürstet. In Meilenhofen wurde zwischen 1818 und 1848 ein Patrimonialgericht II. Klasse, ohne Amtssitz, eingerichtet. Im Besitz der Hofmark verlieben die Grafen bis zum Ende der Patrimonialen Gerichtsbarkeit.